# Liste der Orgeln im Landkreis Sächsische Schweiz-Osterzgebirge
In der Liste der Orgeln im Landkreis Sächsische Schweiz-Osterzgebirge sind die erhaltenen historischen Pfeifenorgeln sowie Orgelneubauten in der Kreisstadt Pirna und im Landkreis Sächsische Schweiz-Osterzgebirge erfasst. Die Liste ergänzt den Hauptartikel Orgellandschaft Sachsen, wo sich weitere Literatur findet.

## Orgelliste
Die erste Spalte zeigt den Ort (Stadt, Stadtteil, Gemeinde bzw. Ortsteil) an. Die zweite Spalte gibt das jeweilige Gebäude (Kirche) an, in der sich die Orgel befindet. In der vierten Spalte sind der Erbauer der Orgel (und die Opuszahl des Werks) angeführt. In der sechsten Spalte bezeichnet die römische Zahl die Anzahl der Manuale, ein großes „P“ ein selbstständiges Pedal. Die arabische Zahl gibt die Anzahl der klingenden Register an. Die letzte Spalte bietet Angaben zum Erhaltungszustand sowie Links mit weiterführender Information.
| Ort                                               | Gebäude                                                       | Bild | Orgelbauer                                         | Jahr      | Manuale | Register         | Bemerkungen |
| ------------------------------------------------- | ------------------------------------------------------------- | ---- | -------------------------------------------------- | --------- | ------- | ---------------- | --- |
| Pirna                                             | Marienkirche Pirna (Lage)                                     |      | Friedrich Nikolaus Jahn, Dresden                   | 1842      | II/P    | 44               | 2005 Rekonstruktion durch H. Eule → Orgel bzw. hier |
| Pirna                                             | Marienkirche Pirna                                            |      | Vladimír Sobotka, Olomouc                          | 2000      | I       | 3                | Truhenpositiv |
| Pirna                                             | Klosterkirche St. Heinrich Pirna (Lage)                       |      | Mitteldeutscher Orgelbau A. Voigt, Bad Liebenwerda | 2005      | II/P    | 14               | → Orgel bzw. hier |
| Pirna                                             | St. Kunigunde Pirna (Lage)                                    |      | Jehmlich, Dresden                                  | 1869      | II/P    | 17               | 2003 restauriert → Orgel bzw. hier → Orgel |
| Pirna                                             | Auferstehungskirche Pirna (Friedhof) (Lage)                   |      | Jehmlich, Dresden, Opus 811                        | 1942      | II/P    | 7                | [ 1 ] |
| Pirna                                             | Hospitalkirche Pirna (Lage)                                   |      | Jehmlich, Dresden                                  | um 1920   | II/P    | 10               | [ 1 ] |
| Pirna-Copitz                                      | Gemeindezentrum Pirna-Copitz (Lage)                           |      | Paul Schmeisser, Rochlitz                          | 1962      | I       | 6                | [ 1 ] |
| Pirna-Sonnenstein                                 | Gemeindezentrum Sonnenstein (Lage)                            |      | Hermann Eule, Bautzen, Opus 583                    | 1991      | I/P     | 7                | [ 1 ] |
| Pirna-Zuschendorf                                 | Schlosskirche Zuschendorf (Lage)                              |      | Friedrich Nikolaus Jahn, Dresden                   | um 1850   | I/P     | 9                | → Orgel |
| Pirna-Liebethal                                   | Kirche Liebethal (Lage)                                       |      | Hermann Eule, Bautzen, Opus 162                    | 1927      | II/P    | 10               | 2012 saniert |
| Pirna-Graupa                                      | Kirche Graupa (Lage)                                          |      | Jehmlich, Dresden                                  | 1967      | II/P    | 11               | 1967 Ersatz der alten Jahn-Orgel |
| Wilsdruff                                         | Nikolaikirche Wilsdruff (Lage)                                |      | Jehmlich, Dresden, Opus 892                        | 1969      | II/P    | 26               | [ 1 ] |
| Wilsdruff                                         | St. Pius X. Wilsdruff (Lage)                                  |      | Jehmlich, Dresden, Opus 783                        | 1962      | I/P     | 7                | → Orgel |
| Blankenstein                                      | Kirche Blankenstein (Lage)                                    |      | Gebr. Nagel, Großenhain                            | 1879      | II/P    | 20               | [ 1 ] |
| Mohorn                                            | Kirche Mohorn (Lage)                                          |      | U. Kreutzbach Söhne, Borna                         | 1889      | II/P    | 20               | → Orgel bzw. hier |
| Herzogswalde                                      | Dorfkirche Herzogswalde (Lage)                                |      | Johann Georg Schön                                 | 1761–1763 | I/P     | 13               | Orgel mit 699 Pfeifen, 1964 und 2008 restauriert |
| Grumbach                                          | Dorfkirche Grumbach (Lage)                                    |      | Barth & Boscher, Dippoldiswalde                    | 1935      | II/P    | 26               | 1992 generalüberholt |
| Kesselsdorf                                       | Kirche St. Katharinen Kesselsdorf (Lage)                      |      | Hermann Eule, Bautzen, Opus 7                      | 1878      | II/P    | 19               | 2003 restauriert → Orgel |
| Kesselsdorf                                       | Gemeindesaal der Evangelisch-Lutherischen Kirche (Lage)       |      | Orgelbauer unbekannt                               | 1734      | I       | 5                | [ 1 ] |
| Fördergersdorf                                    | Dorfkirche Fördergersdorf (Lage)                              |      | Hermann Eule, Bautzen, Opus 72                     | 1898      | II/P    | 14               | → Orgel |
| Tharandt                                          | Bergkirche Tharandt (Zum heiligen Kreuz) (Lage)               |      | Wilhelm Rühle, Moritzburg (Sachsen)                | 1969      | II/P    | 18               | nur Prospekt der alten Kayser-Orgel (1806) erhalten |
| Freital-Pesterwitz                                | St. Jakobus Pesterwitz (Lage)                                 |      | Georg Wünning, Großolbersdorf, Opus 25             | 1993      | II/P    | 26               | → Orgel bzw. hier |
| Freital-Potschappel                               | Emmauskirche Potschappel (Lage)                               |      | U. Kreutzbach Söhne, Borna                         | 1878      | II/P    | 26               | 1998 Generalüberholung → Orgel bzw. hier |
| Freital-Deuben                                    | Christuskirche (Lage)                                         |      | Jehmlich, Dresden                                  | 1871      | II/P    | 10               | 2012–2017 restauriert → Orgel |
| Freital-Kleinnaundorf                             | Friedenskapelle Kleinnaundorf (Lage)                          |      | Alfred Führer, Opus 36                             | 1954      | I/P     | 6                | [ 1 ] |
| Freital-Hainsberg                                 | Hoffnungskirche Hainsberg (Lage)                              |      | Jehmlich, Dresden                                  | 1900      | II/P    | 31               | → Orgel → Orgel |
| Somsdorf                                          | Georgenkirche Somsdorf (Lage)                                 |      | Jehmlich, Dresden, Opus 1                          | 1828      | II/P    | 16               | 2010 restauriert → Orgel bzw. hier |
| Klingenberg                                       | Dorfkirche Klingenberg (Lage)                                 |      | Jehmlich, Dresden                                  | 1950      | II/P    | 14               | nur noch Gehäuse der Orgel von Johann Christoph Gottlob Donati (Glauchau) |
| Dorfhain                                          | Kirche Dorfhain (Lage)                                        |      | Hermann Eule, Bautzen, Opus 623                    | 1998      | II/P    | 14               | [ 1 ] |
| Höckendorf                                        | Dorfkirche Höckendorf (Klingenberg) (Lage)                    |      | Johann Christian Kayser, Dresden                   | 1789–1793 | II/P    | 20               | nach Entwurf von Adam Gottfried Oehme, 1939 Umbau durch Barth & Boscher |
| Ruppendorf                                        | Kirche Ruppendorf (Lage)                                      |      | Jehmlich, Dresden, Opus 755                        | 1958      | II/P    | 11               | urspr. in der Kreuzkirche Dresden, seit 2003 in Ruppendorf |
| Rabenau                                           | Kirche Rabenau (St. Egidien) (Lage)                           |      | Jehmlich, Dresden                                  | 1993      | II/P    | 15               | → Orgel bzw. hier |
| Oelsa                                             | Kirche Oelsa (Lage)                                           |      | Jehmlich, Dresden                                  | 1928      | II/P    | 16               | → Orgel bzw. hier |
| Seifersdorf                                       | Kirche Seifersdorf (Lage)                                     |      | Karl Traugott Stöckel, Dippoldiswalde              | 1871      | II/P    | 16               | 1988 durch die Orgelbaufirma Rühle (Moritzburg) repariert, 2018 komplett gereinigt und gestimmt → Orgel bzw. hier                                                               |
| Possendorf                                        | Dorfkirche Possendorf (Lage)                                  |      | Karl Traugott Stöckel, Dippoldiswalde              | 1879–1882 | II/P    | 24               | Orgel mit 1449 Pfeifen von Karl Traugott Stöckel (1804–1881), vollendet von Carl Eduard Jehmlich, 2014/15 Rekonstruktion durch Georg Wünning (Großolbersdorf) → Orgel bzw. hier |
| Kreischa                                          | Kirche Kreischa (Lage)                                        |      | Conrad Geißler                                     | 1870      | II/P    | 29, original: 21 | 1936 Umbau durch Barth & Boscher (Dippoldiswalde), 1945 Umbau durch Hermann Eule Orgelbau (Bautzen), 2009 und 2021 generalüberholt → Orgel                                      |
| Röhrsdorf                                         | Dorfkirche Röhrsdorf (Lage)                                   |      | Richard Kreutzbach, Opus 64                        | 1890      | II/P    | 10               | → Orgel |
| Pretzschendorf                                    | Dorfkirche Pretzschendorf (Lage)                              |      | Jehmlich, Dresden                                  | 1906      | II/P    | 28               | → Orgel |
| Hartmannsdorf                                     | St. Laurentius Hartmannsdorf (Lage)                           |      | Jehmlich, Dresden, Opus 714                        | 1956      | I/P     | 8                | 2014 Ersatz der Orgel von Erich Barth (Dippoldiswalde) von 1941 durch die Jehmlich-Orgel→ Orgel                                                                                 |
| Reichstädt                                        | Dorfkirche Reichstädt (Lage)                                  |      | Paul Schmeisser, Rochlitz                          | 1892      | II/P    | 21               | [ 1 ] |
| Dippoldiswalde                                    | Stadtkirche Dippoldiswalde (St. Marien und Laurentius) (Lage) |      | Karl Traugott Stöckel, Dippoldiswalde              | 1862–1865 | II/P    | 30               | 1965 Generalüberholung, 2014/15 durch Jehmlich Orgelbau Dresden restauriert → Orgel bzw. hier                                                                                   |
| Dippoldiswalde                                    | St. Nikolai (Lage)                                            |      | Hermann Eule, Bautzen                              | um 1935   | I       | 4                | Orgelpositiv |
| Reinhardtsgrimma                                  | Dorfkirche Reinhardtsgrimma (Lage)                            |      | Gottfried Silbermann, Freiberg                     | 1731      | II/P    | 20               | 1997 Restaurierung nach denkmalpflegerischen Grundsätzen durch Kristian Wegscheider → Orgel bzw. hier                                                                           |
| Glashütte                                         | St. Wolfgang Glashütte (Lage)                                 |      | Christian Kayser, Dresden                          | 1797      | II/P    | 18               | 1987 generalüberholt durch Siegfried Creuz (Bahretal) → Orgel bzw. hier |
| Johnsbach                                         | Kirche Johnsbach (Lage)                                       |      | Hermann Eule, Bautzen, Opus 593                    | 1992      | II/P    | 18               | [ 1 ] |
| Sadisdorf                                         | Dorfkirche Sadisdorf (St. Gallus) (Lage)                      |      | Jacob Oertel, Grünhain                             | 1749–1750 | II/P    | 18               | [ 13 ] |
| Schmiedeberg                                      | Dreifaltigkeitskirche Schmiedeberg (Lage)                     |      | Wilhelm Rühle, Moritzburg                          | 1967/68   | I/P     | 15               | neue Orgel im alten Orgel-Gehäuse von 1716 → Orgel bzw. hier |
| Kipsdorf                                          | Bergkirche Kipsdorf (Lage)                                    |      | Jehmlich, Dresden                                  | 1908      | II/P    | 17               | 1938 erweitert, 1970 generalüberholt |
| Schönfeld                                         | Kirche Schönfeld (Lage)                                       |      | Barth & Boscher, Dippoldiswalde                    | 1934      | II/P    | 13               | [ 1 ] |
| Hermsdorf/Erzgeb.                                 | Kirche Hermsdorf (Lage)                                       |      | Hermann Eule, Bautzen, Opus 49                     | 1891      | II/P    | 18               | 1978 Reinigung und Reparatur durch die Fa. Jehmlich Orgelbau (Dresden), 1994 Überholung und Reparatur durch die Fa. Schuster & Sohn (Zittau) → Orgel bzw. hier                  |
| Schellerhau                                       | Dorfkirche Schellerhau (Lage)                                 |      | Schuster & Sohn, Zittau                            | 1973      | I/P     | 10               | Orgel mit 755 Pfeifen |
| Altenberg (Erzgebirge)                            | Kirche Altenberg (Lage)                                       |      | Georg Wünning, Großolbersdorf, Opus 26             | 1994      | II/P    | 17               | → Orgel bzw. hier |
| Geising                                           | Stadtkirche Geising (Lage)                                    |      | Johann Daniel Ranft, Geising                       | 1757      | II/P    | 22               | 2013 rekonstruiert → Orgel |
| Fürstenau                                         | Dorfkirche Fürstenau (Lage)                                   |      | Hermann Eule, Bautzen                              | 1885      |         |                  | → |
| Fürstenwalde                                      | Dorfkirche Fürstenwalde (Lage)                                |      | Karl Traugott Stöckel, Dippoldiswalde              | 1857/58   | II/P    | 14               | → Orgel; |
| Lauenstein                                        | Stadtkirche Lauenstein (Lage)                                 |      | Jehmlich, Dresden, Opus 1154                       | 2004/05   | II/P    | 19               | Rekonstruktion der Vorgänger-Orgel (1818, Opus 3) von Gotthelf Friedrich Jehmlich (Cämmerswalde) → Orgel bzw. hier                                                              |
| Liebenau                                          | Kirche Liebenau (Zu den zwölf Aposteln) (Lage)                |      | Hermann Eule, Bautzen, Opus 154                    | 1920      | II/P    | 12               | [ 1 ] |
| Dohna                                             | Marienkirche Dohna (Lage)                                     |      | Hermann Eule, Bautzen, Opus 69                     | 1896      | II/P    | 28               | [ 15 ] |
| Weesenstein                                       | Schlosskapelle Weesenstein (Lage)                             |      | Jehmlich, Dresden                                  | 1926      | II/P    | 16               | → Orgel |
| Nentmannsdorf                                     | Creuz-Kapelle Nentmannsdorf (Lage)                            |      | Siegfried Creuz, Nentmannsdorf, Opus 4             | 2005      | II/P    | 20               | sowie weitere Creuz-Orgeln→ Orgel |
| Burkhardswalde (Müglitztal)                       | Dorfkirche Burkhardswalde (Müglitztal) (Lage)                 |      | Johann Daniel Ranft, Geising                       | 1764      | II/P    | 15               | 1887 und 1978 restauriert → Orgel |
| Friedrichswalde                                   | Dorfkirche Friedrichswalde (Lage)                             |      | Jehmlich, Dresden                                  | 1905      | II/P    | 12               | → Orgel |
| Liebstadt                                         | Kirche Liebstadt (Lage)                                       |      | Jehmlich, Dresden                                  | 1892      | II/P    | 19               | [ 16 ] |
| Döbra                                             | Kirche Döbra (Lage)                                           |      | Johannes Jahn, Dresden                             | um 1935   | II/P    | 13               | [ 1 ] |
| Breitenau, OT von Bad Gottleuba-Berggießhübel     | Dorfkirche Breitenau (Lage)                                   |      | Karl Traugott Stöckel, Dippoldiswalde              | 1875      | II/P    | 14               | 2002 restauriert → Orgel |
| Börnersdorf, OT von Bad Gottleuba-Berggießhübel   | Dorfkirche Börnersdorf (Lage)                                 |      | Carl August Schröter, Pirna                        | 1846      | II/P    | 18               | 1992 restauriert → Orgel |
| Oelsen, OT von Bad Gottleuba-Berggießhübel        | Dorfkirche Oelsen (Lage)                                      |      | Carl Rudolf August Venzky                          | 1804      | II/P    | 13               | 1844 Umbau durch Karl Traugott Stöckel, 1986 restauriert → Orgel |
| Bad Gottleuba                                     | Petrikirche Gottleuba (Lage)                                  |      | Jehmlich, Dresden                                  | 1908      | II/P    | 18               | → Orgel |
| Berggießhübel, OT von Bad Gottleuba-Berggießhübel | Kirche Berggießhübel (Lage)                                   |      | Gottlob Heinrich Nagel, Großenhain                 | 1878      | II/P    | 19               | → Orgel |
| Markersbach, OT von Bad Gottleuba-Berggießhübel   | Dorfkirche Markersbach (Lage)                                 |      | Christian Gottfried Herbrig, Langenwolmsdorf       | 1842      | I/P     | 12               | Orgel von Christian Gottfried Herbrig und dessen Sohn Wilhelm Leberecht Herbrig → Orgel bzw. hier                                                                               |
| Rosenthal                                         | Dorfkirche Rosenthal (Lage)                                   |      | Eduard Offenhauer                                  | 1856      | II/P    | 14               | [ 18 ] |
| Langenhennersdorf                                 | Dorfkirche Langenhennersdorf (Lage)                           |      | Wilhelm Leberecht Herbrig, Großdrebnitz            | 1848      | I/P     | 11               | urspr. in Helmsdorf, seit 1971 in Langenhennersdorf, 2009 Restaurierung durch Johannes Lindner, Radebeul → Orgel bzw. hier                                                      |
| Cotta                                             | Dorfkirche Cotta (Lage)                                       |      | Hermann Eule, Bautzen, Opus 19                     | 1880      | II/P    | 16               | → Orgel |
| Struppen                                          | Dorfkirche Struppen (Lage)                                    |      | Johann Daniel Ranft, Geising                       | 1785      | I/P     | 12               | 2010 restauriert → Orgel |
| Königstein                                        | Stadtkirche Königstein (Lage)                                 |      | Georg Wünning, Großolbersdorf                      | 2004–2009 | III/P   | 38               | → Orgel bzw. hier |
| Königstein                                        | Stadtkirche Königstein                                        |      | Hermann Eule, Bautzen, Opus 351                    | 1962      | I       | 5                | → Chororgel bzw. hier |
| Königstein                                        | Garnisonkirche Königstein (Lage)                              |      | Jehmlich, Dresden, Opus 1132                       | 2000      | II/P    | 16               | Garnisonkirche auf der Festung Königstein → Orgel bzw. hier |
| Cunnersdorf                                       | Kirche Cunnersdorf (Lage)                                     |      | Carl August Schröter, Pirna                        | 1857      | II/P    | 16               | [ 1 ] |
| Papstdorf                                         | Dorfkirche Papstdorf (Lage)                                   |      | Wilhelm Leberecht, Herbrig                         | 1845      | I/P     | 16               | Herbrig-Orgel, 2008 umfassende Sanierung durch Orgelbau Benjamin Welde Zittau (vormals A. Schuster & Sohn) → Orgel bzw. hier                                                    |
| Reinhardtsdorf                                    | Dorfkirche Reinhardtsdorf (Lage)                              |      | Hermann Eule, Bautzen, Opus 129                    | 1911      | II/P    | 14               | [ 1 ] |
| Bad Schandau                                      | Johanniskirche Bad Schandau (Lage)                            |      | Jehmlich, Dresden                                  | 1927      | II/P    | 40               | 2004 restauriert → Orgel |
| Stadt Wehlen                                      | Stadtkirche Wehlen (Lage)                                     |      | Jehmlich, Dresden                                  | 1911      | II/P    | 17               | → Orgel |
| Dorf Wehlen                                       | St.-Michaelis-Kirche Dorf Wehlen (Lage)                       |      | Christian Gottfried Herbrig                        | 1831      | II/P    | 18               | Orgel von Christian Gottfried Herbrig und dessen Sohn Wilhelm Leberecht Herbrig, 2007 Restaurierung durch Ekkehart Groß (Waditz bei Bautzen) → Orgel bzw. hier                  |
| Lohmen (Sachsen)                                  | Dorfkirche Lohmen (Sachsen) (Philippuskirche) (Lage)          |      | Johann Christian Kayser, Dresden                   | 1789      | II/P    | 18               | 1964 und 2008 repariert → Orgel |
| Dürrröhrsdorf-Dittersbach                         | Dorfkirche Dittersbach (Dürrröhrsdorf-Dittersbach) (Lage)     |      | Gottfried Silbermann, Freiberg                     | 1726      | I/P     | 14               | 1980/81 Generalüberholung mit Rekonstruktion des Originalzustandes → Orgel bzw. hier                                                                                            |
| Wilschdorf                                        | Kirche Wilschdorf (Lage)                                      |      | Johann Gottfried Miersch, Kleinröhrsdorf           | 1802      | I/P     | 11               | [ 1 ] |
| Helmsdorf                                         | Katharinenkirche Helmsdorf (Lage)                             |      | Hermann Eule, Bautzen, Opus 349                    | 1969      | I/P     | 6                | → Orgel |
| Stolpen                                           | Stadtkirche Stolpen (Lage)                                    |      | Hermann Eule, Bautzen, Opus 76                     | 1900      | II/P    | 23               | barockes Gehäuse der Johann Christian Pfennig-Orgel von 1766 → Orgel |
| Stolpen-Altstadt                                  | St. Lorenz Altstadt (Lage)                                    |      | Wilhelm Leberecht Herbrig                          | 1856      | I/P     | 11               | Herbrig-Orgel nur wenig verändert, daher fast im Originalzustand erhalten, 2006 durch Johannes Lindner (Radebeul) restauriert → Orgel bzw. hier                                 |
| Stürza                                            | Dorfkirche Stürza (Lage)                                      |      | Jehmlich, Dresden                                  | 1933      | II/P    | 10               | urspr. Herbrig-Orgel (1850), nur noch der Orgelprospekt erhalten → Orgel |
| Lauterbach                                        | Martinskirche Lauterbach (Lage)                               |      | Jehmlich, Dresden                                  | 1923      | II/P    | 10               | [ 1 ] |
| Langenwolmsdorf                                   | Kirche Langenwolmsdorf (Lage)                                 |      | Christian Gottfried Herbrig                        | 1844      | II/P    | 20               | Herbrig-Orgel → Orgel bzw. hier |
| Rückersdorf                                       | Dorfkirche Rückersdorf (Lage)                                 |      | Hermann Eule, Bautzen, Opus 149                    | 1915      | II/P    | 11               | [ 1 ] |
| Neustadt in Sa.                                   | Jacobikirche Neustadt in Sa. (Lage)                           |      | Hermann Eule, Bautzen, Opus 25                     | 1884      | II/P    | 28               | 2010 restauriert → Orgel |
| Hohnstein                                         | Stadtkirche Hohnstein (Lage)                                  |      | Johann Christoph Schmieder, Augustusburg           | 1731/32   | I/P     | 15               | Ersatz für die 1960 abgebaute Herbrig-Orgel (1838) |
| Ehrenberg                                         | Dorfkirche Ehrenberg (Lage)                                   |      | Hermann Eule, Bautzen, Opus 21                     | 1881      | I/P     | 10               | [ 1 ] |
| Sebnitz                                           | Stadtkirche St. Peter und Paul Sebnitz (Lage)                 |      | Jehmlich, Dresden                                  | 1902      | II/P    | 34               | 1928 erweitert, 2008 restauriert durch Georg Wünning → Orgel |
| Sebnitz                                           | Kreuzerhöhungskirche Sebnitz (Lage)                           |      | Hermann Eule, Bautzen, Opus 53                     | 1891      | II/P    | 15               | 2005 restauriert → Orgel |
| Lichtenhain                                       | Dorfkirche Lichtenhain (Lage)                                 |      | Jehmlich, Dresden                                  | 1928      | II/P    | 13               | [ 20 ] [ 1 ] |
| Saupsdorf                                         | Dorfkirche Saupsdorf (Lage)                                   |      | Christian Friedrich Reiss, Neugersdorf             | 1842      | II/P    | 14               | 1998 generalüberholt → Orgel |
| Hinterhermsdorf                                   | Engelkirche Hinterhermsdorf (Lage)                            |      | Samuel Heinrich Herold, Pirna                      | 1846      | II/P    | 20               | 1988 generalüberholt |